# 王大用 (弘治進士)
王大用（1461年—？），字世顯，直隸松江府上海縣人，民籍，明朝政治人物。

## 生平
順天府鄉試第九十三名舉人。弘治六年（1493年）中式癸丑科會試第一百三十六名，二甲第六十二名進士。

## 家族
曾祖王允中；祖父王彥明；父王乂衡，母沈氏。慈侍下。兄大本、大忠、大信。弟大啓、大猷。